# Peggy Dickens
Peggy Dickens (Schiltigheim, 8 de diciembre de 1975) es una deportista francesa que compitió en piragüismo en la modalidad de eslalon. Ganó una medalla de bronce en el Campeonato Mundial de Piragüismo en Eslalon de 2005, en la prueba de K1 individual.

## Palmarés internacional
| Campeonato Mundial | Campeonato Mundial  | Campeonato Mundial | Campeonato Mundial |
| Año                | Lugar               | Medalla            | Competición        |
| ------------------ | ------------------- | ------------------ | ------------------ |
| 2005               | Penrith (Australia) | Medalla de bronce  | K1 individual      |